# ۶۰۲ (پیش از میلاد)
۶۰۲ (پیش از میلاد) ۶۰۲مین سال قبل از تقویم میلادی است.